# Hoa hậu Thế giới 1988

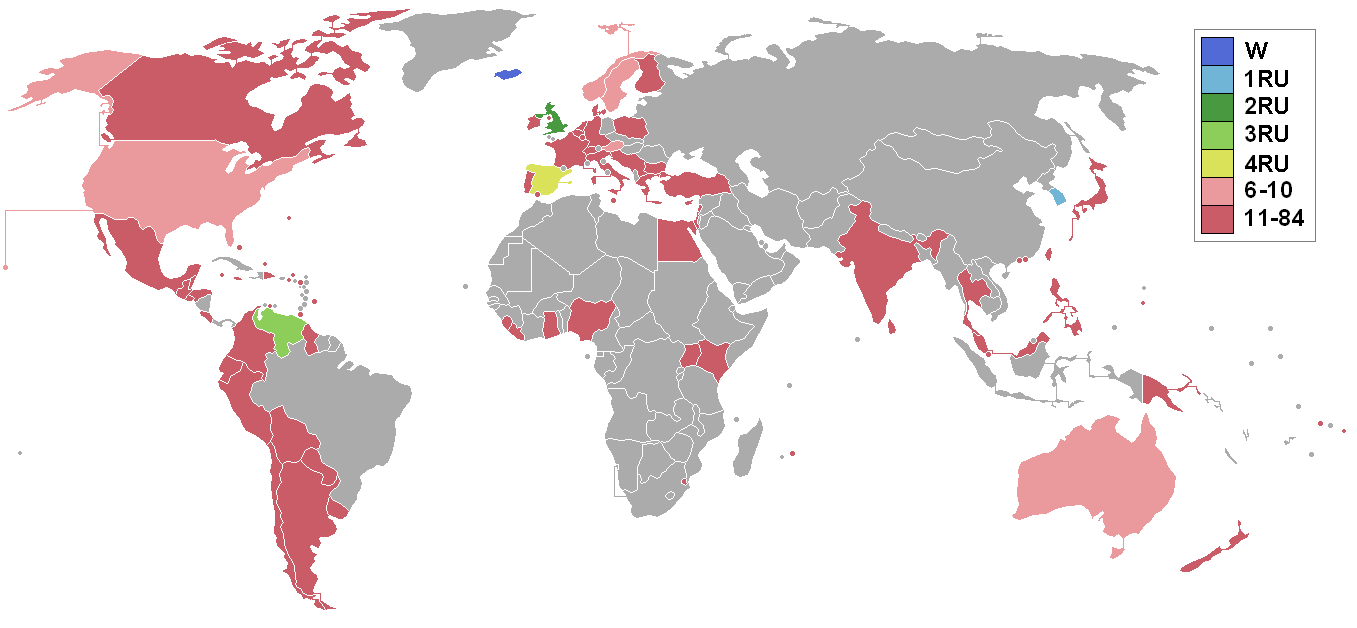
Các quốc gia và vùng lãnh thổ tham dự cuộc thi và kết quả.

Hoa hậu Thế giới 1988 là cuộc thi Hoa hậu Thế giới lần thứ 38 được tổ chức tại Royal Albert Hall, Luân Đôn, Vương quốc Anh ngày 17 tháng 11 năm 1988. Người chiến thắng là Linda Pétursdóttir đến từ Iceland. Dẫn chương trình cho cuộc thi Hoa hậu Thế giới 1988 là Peter Marshall và Alexandra Bastedo, với phần biểu diễn của Koreana người hát ca khúc Hand In Hand tại Thế Vận Hội Olympics tại Seoul, Hàn Quốc và ca sĩ nhạc Pop những năm 70 Donny Osmond.

## Kết quả

### Thứ hạng
| Kết quả               | Thí sinh |
| --------------------- | --- |
| Hoa hậu Thế giới 1988 | - Iceland – Linda Pétursdóttir |
| Á hậu 1               | - Hàn Quốc – Choi Yeon-hee |
| Á hậu 2               | - Vương quốc Anh – Kirsty Roper |
| Top 5                 | - Tây Ban Nha – Susana de la Llave Varon - Venezuela – Emma Rabbe                                                                             |
| Top 10                | - Úc – Catherine Bushell - Áo – Alexandra Werbanschitz - Na Uy – Rita Paulsen - Thụy Điển – Cecilia Margareta Hörberg - Hoa Kỳ – Diana Magaňa |

### Giải thưởng đặc biệt
| Giải thưởng     | Thí sinh                                       |
| --------------- | ---------------------------------------------- |
| Hoa hậu Cá tính | - Bồ Đào Nha - Helena Isabel de Cunha Laureano |
| Hoa hậu Ảnh     | - Guatemala - Mariluz Aguilar Rivas            |

### Các nữ hoàng sắc đẹp khu vực
| Khu vực        | Thí sinh                       |
| -------------- | ------------------------------ |
| Châu Phi       | - Kenya – Dianna Naylor        |
| Châu Mỹ        | - Venezuela – Emma Rabbe       |
| Châu Á         | - Hàn Quốc – Yeon-hee Choi     |
| Châu Âu        | - Iceland – Linda Pétursdóttir |
| Châu Đại Dương | - Úc – Catherine Bushell       |

## Thí sinh
| Quốc gia/Lãnh thổ     | Thí sinh                          | Quê quán                |
| Quần đảo Virgin (Mỹ)  | Cathy Mae Sitaram                 | Saint Croix             |
| Argentina             | Gabriela Karina Madeira           | Buenos Aires            |
| Úc                    | Catherine Bushell                 | Sydney                  |
| Áo                    | Alexandra Werbanschitz            | Graz                    |
| Bahamas               | Natasha Rolle                     | Nassau                  |
| Barbados              | Ferida Kola                       | Bridgetown              |
| Bỉ                    | Daisy van Cauwenbaugh             | Limbourg                |
| Belize                | Pauline Young                     | Thành phố Belize        |
| Bermuda               | Sophie Cannonier                  | Warwick East            |
| Bolivia               | Claudia Nazer                     | Santa Cruz              |
| Quần đảo Virgin (Anh) | Nelda Felecia Farrington          | Tortola                 |
| Bulgaria              | Sonia Vassilieva                  | Varna                   |
| Canada                | Morgan Fox                        | Richmond                |
| Quần đảo Cayman       | Melissa McTaggart                 | Grand Cayman            |
| Chile                 | Maria Francisca Aldunate Sanhueza | Santiago                |
| Trung Hoa Dân Quốc    | Ngô Dật Ninh                      | Đài Bắc                 |
| Colombia              | Jasmin Oliveros Segura            | Bahía Solano            |
| Quần đảo Cook         | Annie Wigmore                     | Titikaveka              |
| Costa Rica            | Virginia Steinvorth               | San José                |
| Curaçao               | Anuschka Cova                     | Willemstad              |
| Síp                   | Aphrodite Theophanous             | Paphos                  |
| Đan Mạch              | Susanne Johansen                  | Copenhagen              |
| Cộng hòa Dominica     | Maria Josefina Martinez           | San Ignacio de Sabaneta |
| Ecuador               | Cristina Elena Lopez Villagomez   | Guâyquil                |
| Ai Cập                | Dina El-Naggar                    | Giza                    |
| El Salvador           | Karla Lorena Hasbun               | San Salvador            |
| Phần Lan              | Nina Andersson                    | Lahti                   |
| Pháp                  | Claudia Frittolini                | Strasbourg              |
| Đức                   | Katja Munch                       | Frankfurt               |
| Ghana                 | Dzidzo Abra Amoa                  | Volta                   |
| Gibraltar             | Tatiana Desoiza                   | Gibraltar               |
| Hy Lạp                | Ariadni Mylona                    | Heraklion               |
| Guam                  | Rita Mae Diaz Pangelinan          | Yona                    |
| Guatemala             | Mariluz Aguilar Rivas             | Thành phố Guatemala     |
| Guyana                | Christine Jardim                  | Georgetown              |
| Hà Lan                | Angela Visser                     | Rotterdam               |
| Honduras              | Alina Diaz                        | Choluteca               |
| Hồng Kông             | Lý Gia Hân                        | Cửu Long                |
| Iceland               | Linda Pétursdóttir                | Vopnafjörður            |
| Ấn Độ                 | Anuradha Kottoor                  | Mumbai                  |
| Ireland               | Collette Jackson                  | Pollagh                 |
| Đảo Man               | Victoria O'Dea                    | Douglas                 |
| Israel                | Dganit Cohen                      | Tel Aviv                |
| Ý                     | Giulia Gemo                       | Modena                  |
| Jamaica               | Andrea Heynes                     | Kingston                |
| Nhật Bản              | Kazumi Sakikubo                   | Kobe                    |
| Kenya                 | Dianna Naylor                     | Mombasa                 |
| Hàn Quốc              | Choi Yeon-hee                     | Seoul                   |
| Liban                 | Sylvana Samaha                    | Beirut                  |
| Liberia               | Ollie White                       | Nimba                   |
| Luxembourg            | Chantal Schanbacher               | Wiltz                   |
| Ma Cao                | Helena de Conceiçao Lo Branco     | Ma Cao                  |
| Malaysia              | Sue Wong Choy Fun                 | Penang                  |
| Malta                 | Josette Camilleri                 | Marsa                   |
| Mauritius             | Veronique Ash                     | Beau Bassin             |
| Mexico                | Cecilia Cervera Ferrer            | Thành phố México        |
| New Zealand           | Lisa Corban                       | Waikato                 |
| Nigeria               | Omasan Tokurbo Buwa               | Warri                   |
| Na Uy                 | Rita Paulsen                      | Oslo                    |
| Papua New Guinea      | Erue Taunao                       | Port Moresby            |
| Paraguay              | Maria Jose Miranda                | Asunción                |
| Peru                  | Martha Elena Kaik Tasso           | Lima                    |
| Philippines           | Dana Mayor Narvadez               | Manila                  |
| Ba Lan                | Joanna Gapinska                   | Szczecin                |
| Bồ Đào Nha            | Helena Isabel de Cunha Laureano   | Sesimbra                |
| St. Kitts & Nevis     | Hailey Cassius                    | Newtown                 |
| Sierra Leone          | Tiwila Ojukutu                    | Freetown                |
| Singapore             | Shirley Teo Ser Lee               | Singapore               |
| Tây Ban Nha           | Susana de la Llave Varon          | Figueres                |
| Sri Lanka             | Michelle Koelmeyer                | Colombo                 |
| Swaziland             | Thandeka Magagula                 | Manzini                 |
| Thụy Điển             | Cecilia Margareta Hörberg         | Göteborg                |
| Thụy Sĩ               | Karina Berger                     | Zürich                  |
| Thái Lan              | Thaveeporn Hunsilp                | Băng Cốc                |
| Trinidad và Tobago    | Wendy Baptiste                    | Arouca                  |
| Thổ Nhĩ Kỳ            | Esra Sumer                        | Istanbul                |
| Turks & Caicos        | Doreen Dickerson                  | Grand Turk              |
| Uganda                | Nazma Jamal Mohamed               | Entebbe                 |
| Vương quốc Anh        | Kirsty Roper                      | Staffordshire           |
| Hoa Kỳ                | Diana Magaña                      | Rancho Palos Verdes     |
| Uruguay               | Gisel Silva Sienra                | Montevideo              |
| Venezuela             | Emma Irmgard Marina Rabbe Ramírez | La Guaira               |
| Tây Samoa             | Noanoa Hill                       | Apia                    |
| Nam Tư                | Suzana Žunić                      | Split                   |

### Điểm sơ khảo của các thí sinh
| Quốc gia              | Điểm số | Quốc gia          | Điểm số |
| Quần đảo Virgin (Mỹ)  | 18      | Israel            | 21      |
| Argentina             | 18      | Ý                 | 20      |
| Úc                    | 26      | Jamaica           | 21      |
| Áo                    | 25      | Nhật Bản          | 18      |
| Bahamas               | 18      | Kenya             | 21      |
| Barbados              | 18      | Hàn Quốc          | 25      |
| Bỉ                    | 19      | Liban             | 18      |
| Belize                | 18      | Liberia           | 18      |
| Bermuda               | 19      | Luxembourg        | 20      |
| Bolivia               | 18      | Ma Cao            | 18      |
| Quần đảo Virgin (Anh) | 19      | Malaysia          | 18      |
| Bulgaria              | 18      | Malta             | 18      |
| Canada                | 19      | Mauritius         | 18      |
| Quần đảo Cayman       | 20      | Mexico            | 20      |
| Chile                 | 20      | New Zealand       | 19      |
| Trung Hoa Dân Quốc    | 18      | Nigeria           | 19      |
| Colombia              | 18      | Na Uy             | 25      |
| Quần đảo Cook         | 18      | Papua New Guinea  | 18      |
| Costa Rica            | 18      | Paraguay          | 18      |
| Curaçao               | 18      | Peru              | 18      |
| Síp                   | 18      | Philippines       | 19      |
| Đan Mạch              | 20      | Ba Lan            | 20      |
| Cộng hòa Dominican    | 23      | Bồ Đào Nha        | 18      |
| Ecuador               | 20      | St. Kitts & Nevis | 18      |
| Ai Cập                | 19      | Sierra Leone      | 18      |
| El Salvador           | 19      | Singapore         | 20      |
| Phần Lan              | 24      | Tây Ban Nha       | 26      |
| Pháp                  | 18      | Sri Lanka         | 18      |
| Đức                   | 21      | Swaziland         | 19      |
| Ghana                 | 20      | Thụy Điển         | 28      |
| Gibraltar             | 18      | Thụy Sĩ           | 21      |
| Hy Lạp                | 18      | Thái Lan          | 19      |
| Guam                  | 18      | Trinidad & Tobago | 24      |
| Guatemala             | 23      | Thổ Nhĩ Kỳ        | 18      |
| Guyana                | 19      | Turks & Caicos    | 18      |
| Hà Lan                | 23      | Uganda            | 18      |
| Honduras              | 18      | Vương quốc Anh    | 29      |
| Hồng Kông             | 23      | Hoa Kỳ            | 27      |
| Iceland               | 31      | Uruguay           | 18      |
| Ấn Độ                 | 18      | Venezuela         | 29      |
| Ireland               | 23      | Tây Samoa         | 18      |
| Đảo Man               | 18      | Nam Tư            | 18      |

## Chú ý

### Lần đầu tham gia
- Bulgaria

### Trở lại
| - Lần cuối tham gia vào năm 1956: - Ai Cập - Lần cuối tham gia vào năm 1964: - Trung Hoa Dân Quốc - Lần cuối tham gia vào năm 1968: - Ghana | - Lần cuối tham gia vào năm 1971: - Guyana - Lần cuối tham gia vào năm 1985: - Liberia - Uganda | - Lần cuối tham gia vào năm 1986: - Quần đảo Virgin (Anh) - Sierra Leone |

### Bỏ cuộc
- Brazil – mất quyền nhượng quyền Hoa hậu Thế giới.
- Panama – mất quyền tổ chức cuộc thi quốc gia để cử đại diện tham dự Hoa hậu Thế giới và Hoa hậu Hoàn vũ.
- Saint Vincent và Grenadines